# Один молодий чоловік (фільм, 1928)
Один молодий чоловік (англ. A Certain Young Man) — американська кінокомедія режисера Гобарта Генлі 1928 року.

## У ролях
- Рамон Новарро — лорд Джеральд Брінслі
- Марселін Дей — Філліс
- Рене Адоре — Генрієтта
- Кармел Маєрс — місіс Кратчлі
- Берт Роач — містер Кратчлі
- Гантлі Ґордон — містер Гаммонд
- Ернест Вуд — Г'юберт
- Віллард Луїс
- Едгар Нортон